# Lijst van Eerste Kamerleden 1896-1899
Lijst van Eerste Kamerleden 1896-1899 geeft een overzicht van de leden van de Nederlandse Eerste Kamer in de periode tussen de verkiezingen van 1896 en de verkiezingen van 1899. De zittingsperiode van de Eerste Kamer ging in op 15 september 1896 en eindigde op 18 september 1899.
De Eerste Kamer telde 50 leden, gekozen door de leden van Provinciale Staten in de elf provincies. Eerste Kamerleden werden gekozen voor een termijn van negen jaar; om de drie jaar werd een derde deel van de Eerste Kamer vernieuwd.
| Naam                                | groepering                                                  | provincie     | begindatum        | einddatum         | refs   |
| ----------------------------------- | ----------------------------------------------------------- | ------------- | ----------------- | ----------------- | ------ |
| Willem Alberda van Ekenstein        | Liberale Unie                                               | Groningen     | 15 september 1896 | 22-07-1904 [ d ]  | [ 1 ]  |
| Frederik van Alphen                 | Liberale Unie                                               | Zuid-Holland  | 15 september 1896 | 22-07-1904 [ d ]  | [ 2 ]  |
| Titus van Asch van Wijck            | Anti-Revolutionaire Partij                                  | Zeeland       | 15 september 1896 | 22-07-1904 [ d ]  | [ 3 ]  |
| Willem Bergsma                      | Liberale Unie                                               | Friesland     | 15 september 1896 | 22-07-1904 [ d ]  | [ 4 ]  |
| Jacob van den Biesen                | katholieken                                                 | Noord-Brabant | 1 december 1896   | 16-09-1902 [ f ]  | [ 5 ]  |
| Rembt van Boneval Faure             | vrije liberalen                                             | Zuid-Holland  | 16-09-1890 [ g ]  | 18 september 1899 | [ 6 ]  |
| Willem Brantsen van de Zijp         | Anti-Revolutionaire Partij / Vrij-Antirevolutionaire Partij | Gelderland    | 5 april 1897      | 16-09-1902 [ f ]  | [ 7 ]  |
| Jan Breebaart                       | Liberale Unie                                               | Noord-Holland | 19-09-1893 [ j ]  | 16-09-1902 [ f ]  | [ 8 ]  |
| Herman Bultman                      | Liberale Unie                                               | Noord-Holland | 15 september 1896 | 22-07-1904 [ d ]  | [ 9 ]  |
| Eppo Cremers                        | Liberale Unie                                               | Zuid-Holland  | [ k ]             | 27 oktober 1896   | [ 10 ] |
| Willem Cremers                      | katholieken                                                 | Gelderland    | 19-09-1893 [ j ]  | 16-09-1902 [ f ]  | [ 11 ] |
| Petrus van der Does de Willebois    | katholieken                                                 | Noord-Brabant | 28 maart 1898     | 22-07-1904 [ d ]  | [ 12 ] |
| Derck Engelberts                    | Anti-Revolutionaire Partij                                  | Gelderland    | 19-09-1893 [ j ]  | 13 januari 1897   | [ 13 ] |
| Hendrik Fennema                     | Liberale Unie                                               | Friesland     | 15 september 1896 | 22-07-1904 [ d ]  | [ 14 ] |
| Isaäc Fransen van de Putte          | Liberale Unie                                               | Zuid-Holland  | 19-09-1893 [ j ]  | 16-09-1902 [ f ]  | [ 15 ] |
| Johan Geertsema                     | Liberale Unie                                               | Groningen     | 19-09-1893 [ j ]  | 16-09-1902 [ f ]  | [ 16 ] |
| Karel Godin de Beaufort             | Anti-Revolutionaire Partij / Vrij-Antirevolutionaire Partij | Zeeland       | 19-09-1893 [ j ]  | 16-09-1902 [ f ]  | [ 17 ] |
| Maurits van Hall                    | Liberale Unie                                               | Noord-Holland | 16-09-1890 [ g ]  | 18 september 1899 | [ 18 ] |
| Gerrit van Heek                     | vrije liberalen                                             | Overijssel    | 16-09-1890 [ g ]  | 18 september 1899 | [ 19 ] |
| Frederik s' Jacob                   | vrije liberalen                                             | Zuid-Holland  | 20 september 1898 | 18 september 1899 | [ 20 ] |
| Melchert de Jong                    | Liberale Unie                                               | Noord-Holland | 19-09-1893 [ j ]  | 16-09-1902 [ f ]  | [ 21 ] |
| Herman Kist                         | Liberale Unie                                               | Noord-Holland | 15 september 1896 | 22-07-1904 [ d ]  | [ 22 ] |
| Dirk Laan                           | Liberale Unie                                               | Noord-Holland | 5 april 1897      | 22-07-1904 [ d ]  | [ 23 ] |
| Hendrik van Lier                    | Liberale Unie                                               | Drenthe       | 19-09-1893 [ j ]  | 16-09-1902 [ f ]  | [ 24 ] |
| Léon Magnée                         | katholieken                                                 | Limburg       | 16-09-1890 [ g ]  | 18 september 1899 | [ 25 ] |
| Hendrik van Marle                   | Liberale Unie                                               | Overijssel    | 19-09-1893 [ j ]  | 16-09-1902 [ f ]  | [ 26 ] |
| Robert Melvil van Lynden            | Anti-Revolutionaire Partij                                  | Utrecht       | 16-09-1890 [ g ]  | 18 september 1899 | [ 27 ] |
| Willem Merkelbach                   | katholieken                                                 | Noord-Brabant | 15 september 1896 | 22-07-1904 [ d ]  | [ 28 ] |
| Hendrik Muller                      | Liberale Unie                                               | Zuid-Holland  | 16-09-1890 [ g ]  | 15 augustus 1898  | [ 29 ] |
| Albertus van Naamen van Eemnes      | Liberale Unie                                               | Overijssel    | 15 september 1896 | 22-07-1904 [ d ]  | [ 30 ] |
| Hermanus Nebbens Sterling           | Liberale Unie                                               | Zuid-Holland  | 15 september 1896 | 22-07-1904 [ d ]  | [ 31 ] |
| Anthony Nijsingh                    | Liberale Unie                                               | Drenthe       | 16-09-1890 [ g ]  | 18 september 1899 | [ 32 ] |
| Franciscus van Nispen tot Pannerden | katholieken                                                 | Gelderland    | 16-09-1890 [ g ]  | 29 april 1899     | [ 33 ] |
| Leo van Nispen tot Sevenaer         | katholieken                                                 | Utrecht       | 19-09-1893 [ j ]  | 16-09-1902 [ f ]  | [ 34 ] |
| Willem van Pallandt van Waardenburg | conservatieven                                              | Gelderland    | 16-09-1890 [ g ]  | 18 september 1899 | [ 35 ] |
| Hubert Pijls                        | katholieken                                                 | Limburg       | 15 september 1896 | 22-07-1904 [ d ]  | [ 36 ] |
| Cornelis Pijnacker Hordijk          | Liberale Unie                                               | Zuid-Holland  | 19-09-1893 [ j ]  | 16-09-1902 [ f ]  | [ 37 ] |
| Adrianus Prins                      | Liberale Unie                                               | Noord-Holland | 16-09-1890 [ g ]  | 18 september 1899 | [ 38 ] |
| Willem Prinzen                      | katholieken                                                 | Noord-Brabant | 16-09-1890 [ g ]  | 18 september 1899 | [ 39 ] |
| Eduard Rahusen                      | vrije liberalen                                             | Noord-Holland | 16-09-1890 [ g ]  | 18 september 1899 | [ 40 ] |
| Frederic Reekers                    | katholieken                                                 | Gelderland    | 15 september 1896 | 22-07-1904 [ d ]  | [ 41 ] |
| Hubert Regout                       | katholieken                                                 | Limburg       | 19-09-1893 [ j ]  | 16-09-1902 [ f ]  | [ 42 ] |
| Joan Röell                          | vrije liberalen                                             | Zuid-Holland  | 29 maart 1898     | 22-07-1904 [ d ]  | [ 43 ] |
| Jan Rutgers van Rozenburg           | vrije liberalen                                             | Noord-Holland | 5 januari 1898    | 16-09-1902 [ f ]  | [ 44 ] |
| Alphons Sassen                      | katholieken                                                 | Noord-Brabant | 19-09-1893 [ j ]  | 16-09-1902 [ f ]  | [ 45 ] |
| Jan Schimmelpenninck van der Oye    | Anti-Revolutionaire Partij / Vrij-Antirevolutionaire Partij | Gelderland    | 15 september 1896 | 22-07-1904 [ d ]  | [ 46 ] |
| Cornelis Sickesz                    | Liberale Unie                                               | Zuid-Holland  | 1 december 1896   | 10 januari 1898   | [ 47 ] |
| Petrus Smitz                        | katholieken                                                 | Noord-Brabant | 19-09-1893 [ j ]  | 19 september 1896 | [ 48 ] |
| Jan van Swinderen                   | Liberale Unie                                               | Friesland     | 19-09-1893 [ j ]  | 16-09-1902 [ f ]  | [ 49 ] |
| Gijsbert van Tienhoven              | Liberale Unie                                               | Noord-Holland | 15 september 1896 | 27 januari 1897   | [ 50 ] |
| Sjoerd Vening Meinesz               | vrije liberalen                                             | Zuid-Holland  | 16-09-1890 [ g ]  | 18 september 1899 | [ 51 ] |
| Johannes Verheyen                   | katholieken                                                 | Noord-Brabant | 15 september 1896 | 11 januari 1898   | [ 52 ] |
| Theodorus Viruly                    | Liberale Unie                                               | Zuid-Holland  | 19-09-1893 [ j ]  | 16-09-1902 [ f ]  | [ 53 ] |
| Benjamin Vlielander Hein            | Liberale Unie                                               | Zuid-Holland  | 16-09-1890 [ g ]  | 18 september 1899 | [ 54 ] |
| Wilco van Welderen Rengers          | Liberale Unie                                               | Friesland     | 16-09-1890 [ g ]  | 18 september 1899 | [ 55 ] |
| Derk Welt                           | Liberale Unie                                               | Groningen     | 16-09-1890 [ g ]  | 18 september 1899 | [ 56 ] |
| Abraham Wertheim                    | Liberale Unie                                               | Noord-Holland | 19-09-1893 [ j ]  | 30 november 1897  | [ 57 ] |
| Stephanus van Wijck                 | katholieken                                                 | Gelderland    | 26 juni 1899      | 18 september 1899 | [ 58 ] |
| Emilius van Zinnicq Bergmann        | katholieken                                                 | Noord-Brabant | 16-09-1890 [ g ]  | 18 september 1899 | [ 59 ] |